# Topas TV
Topas TV – indonezyjski dostawca usług telewizyjnych, funkcjonujący w latach 2012–2020. Właścicielem platformy był krajowy konglomerat Mayapada Group.
Platforma Topas TV powstała w lipcu 2012 roku. W marcu 2020 r. zmieniła swoją nazwę na Topas E+. Niedługo po rebrandingu, w kwietniu 2020 r., została zamknięta w związku z panującą w kraju pandemią COVID-19.
Był to jeden z głównych dostawców płatnej telewizji w Indonezji. Platforma nadawała z satelity Palapa D (113,0°E), w MPEG-4 w paśmie C, przy wykorzystaniu systemów kodowania StreamGuard/Tongfang.